# 矢野建一
矢野 建一（やの けんいち、1949年2月15日 - 2016年4月25日）は、日本の歴史学者。専修大学教授、第十六代学長。専門は日本古代史、日本文化史。学位は文学修士（立教大学）。

## 来歴・人物
長野県伊那市出身。長野県高遠高等学校を経て、1972年専修大学文学部人文学科卒業。1980年に立教大学大学院文学研究科博士課程単位取得退学。立教大学文学部講師、神奈川大学外国語学部講師などを経て、1992年に専修大学文学部助教授（当時）、1998年に同教授。2006年～2010年には文学部長に就任。専門は、専修大学における同僚で、副学長を経験している荒木敏夫（元・文学部長）と同じく日本古代史であるが、遣唐使をはじめとする留学生の動向や祭祀の歴史といった文化史を主に研究している。
専修大学文学部人文学科の卒業生であるが、卒業時に専修大学大学院文学研究科には歴史学についての専攻がなかったので他大学の大学院へ留学した、とのことである。

## 経歴
- 1972年3月 - 専修大学文学部人文学科卒業
- 1975年3月 - 立教大学より文学修士学位
- 1980年3月 - 立教大学大学院文学研究科博士課程単位取得退学
- 1992年4月 - 専修大学文学部助教授
- 1998年4月 - 専修大学文学部教授
- 2003年12月 - 学校法人専修大学評議員
- 2006年9月 - 2010年8月 - 専修大学文学部長、学校法人専修大学理事
- 2013年
  - 7月3日、学校法人専修大学理事会で学長に選任される
  - 9月1日、学長に就任
- 2015年4月 - 専修大学北海道短期大学学長併任[3]
- 2016年4月25日 - 逝去[4]

## 著書
主著
- 『豊島区史（通史編）』第4・5章 豊島区教育委員会、1981年
- 『三芳町史（通史編）』第1章（古代） 三芳町教育委員会、1986年
- 『古代史研究の最前線（第四巻文化編（下））』第八章「神仏習合」 雄山閣書店、1987年
- 『越生町史（史料編）』翻刻、解説 越生町教育委員会、1991年
- 『律令制祭祀論考』第三章「律令国家と村落祭祀」塙書房、1991年
- 『角川「日本史辞典」』 角川書店、1997年
- 『岩波「日本史辞典」』 岩波書店、1999年
- 『遣唐使の見た中国と日本』 朝日新聞社、2005年
- 『地域のなかの古代史』（野田嶺志編） 岩田書院、2008年
- 『日本古代の宗教と社会』（遺著）塙書房、2018年

ほかに学術論文、エッセイ多数

## 参照
- 専修大学長の選任（新任）について（専修大学ホームページ内）（2016年4月28日確認）